# Low-Life
Low-Life es el tercer álbum de estudio de la banda inglesa de rock New Order, editado en mayo de 1985. Considerado uno de sus trabajos más sólidos, con este álbum la banda consolida la transformación desde el post-punk para convertirse en pioneros del dance rock que lograron con su trabajo anterior Power, Corruption and Lies, incorporando también  sintetizadores y samplers.
El arte del disco es el único entre todas las ediciones de New Order en incluir fotografías de sus miembros en la cubierta. En muchas de las ediciones, aparece Stephen Morris (baterista y tecladista) en la portada. Algunas reediciones, incluyendo la realizada en CD por London Records en 1993, contiene cuatro fotografías dentro de la caja y un papel semitransparente con el nombre de la banda; el comprador puede elegir cuál de los miembros de la banda será visible en la portada.
El álbum fue precedido por la edición en sencillo de una versión completa de "The Perfect Kiss" (en el álbum aparece solo una versión editada). "Sub-culture", remixada por John Robie, fue editada también como sencillo en vinilo de 12". Ambas versiones extendidas fueron incluidas en el disco Substance de 1987.
Las canciones incluidas en Low-Life fueron la base del vídeo Pumped Full of Drugs, que registra un concierto en vivo que la banda dio en Tokio poco antes de la edición del álbum.
El vídeo musical para "The Perfect Kiss" fue dirigido por Jonathan Demme. La canción "Elegia" fue incluida en el cortometraje nominado al Oscar More, dirigido por Mark Osborne.
En 2000, la revista Q ubicó a  Low-Life en el número 97 de su lista de los 100 Álbumes Británicos Más Grandes de Todos los Tiempos.

## Listado de temas
(Todas las canciones fueron compuestas por New Order)
1. "Love Vigilantes" – 4:16
2. "The Perfect Kiss" – 4:51
3. "This Time of Night" – 4:45
4. "Sunrise" – 6:01
5. "Elegía" – 4:56
6. "Sooner Than You Think" – 5:12
7. "Sub-culture" – 4:58
8. "Face Up" – 5:02

"Elegia" es, en realidad, una versión editada; la original, de 17 minutos de duración, aparece en el quinto disco extra del box set Retro (2002). Stephen Morris declaró en una entrevista para Select (septiembre de 1993) que "... la versión [de "Elegia"] incluida en el álbum está compuesta por los mejores momentos de la canción de 20 minutos."

## Personal
- Bernard Sumner – voz principal y coros, guitarra, melódica, cencerro y sintetizadores
- Peter Hook – bajo, octapad y coros
- Stephen Morris – batería y sintetizadores
- Gillian Gilbert – sintetizadores, sampler y guitarras

## Detalles de la edición
- Edición británica en vinilo de 12" – Factory Records (FACT 100)
- Edición británica en casete – Factory Records (FACT 100C)
- Edición norteamericana en vinilo de 12" – Qwest (25289-1)
- Edición norteamericana en casete – Qwest (9 25289-4)
- Edición británica en CD (reedición de 1993) – London Records (520 020-2)

## Posiciones en las listas
- Reino Unido – n.º 7
- Estados Unidos – n.º 94
- Australia – n.º 70